# MÜSİAD
Der Verein Unabhängiger Unternehmer und Industrieller (deutsch für Müstakil Sanayici ve İş Adamları Derneği, kurz MÜSİAD) ist ein türkischer Unternehmerverband. MÜSİAD gilt als islamisch-konservative Wirtschaftsvereinigung. Im Gegensatz zum Großindustriellenverband TÜSİAD verwalten MÜSIAD-Mitglieder eher kleines bis mittleres Kapital.
MÜSIAD gilt als AKP-nah und Unterstützer der Regierungspartei des türkischen Präsidenten Erdoğan. Bei den Protesten in der Türkei 2025 rief die oppositionelle CHP zum Boykott des Vereins in der Türkei und in Deutschland auf.

## Gründung
Die Organisation wurde am 5. Mai 1990 in Abgrenzung zu dem seit 1971 bestehenden Unternehmerverband TÜSİAD gegründet. Laut einem Medienbericht äußerte sich der Gründungsvorsitzende Erol Mehmet Yarar im Mai 2012 während einer MÜSIAD-Konferenz in Gaziantep wie folgt zu den Zielen, die mit der Gründung des MÜSIAD verfolgt wurden:

„Wir haben MÜSIAD für das Wohlgefallen Allahs gegründet […]. MÜSIAD ist heute inner- und außerhalb der Türkei eine respektierte Institution. […]. Kapital stellt eine Prüfung dar. Du musst das Wohlgefallen Allahs erringen und du darfst dich deines Gewinns nicht brüsten. Steve Jobs […] verfügte über ein Vermögen von 8 Mrd. US-Dollar. Aber da er in seinen letzten 10 Jahren an Bauchspeicheldrüsenkrebs erkrankt war, konnte er nicht einmal das Essen eines Arbeiters zu sich nehmen. Der Endzeitkampf ist ein wirtschaftlicher Kampf. Wir arbeiten dafür, dass das Vermögen dieser Welt in die Hände von Muslimen gelangt und der Arme reich wird. Solange das Vermögen dieser Welt sich nicht in fähigen Händen befindet, wird jener, der darüber verfügt, die Menschheit knechten. Dass das Vermögen dieser Welt in die Hände der Muslime übergeht, ist die Rettung der Menschheit. Es ist bedeutsamer als die Eroberung Istanbuls.“

## Ideologie
Die Organisation ist ein Beispiel für die Verbindung von islamischer Identität und wirtschaftsliberalem Denken. Den islamischen Aspekt dieser Synthese stellt der Verband in seinen Publikationen über die Etablierung einer islamisch korrekten Handelsethik durch Rekurs auf theologische Quellen und Betrachtungen über das Wirtschaftssystem des Osmanischen Reiches her. Letzteres wird den MÜSIAD-Mitgliedern als Ausdruck einer Epoche präsentiert, in der Muslime vereint und noch nicht von westlichem Imperialismus und dekadenten Lebensstilen überwältigt gewesen seien. Mittels dieser Konstruktion islamischer Wirtschafts- und Unternehmensethik soll das Engagement im kapitalistischen Wirtschaftsgeschehen begründet und legitimiert werden. MÜSIAD-Mitglieder machen das Einwerben und Umverteilen ausländischen Kapitals zur Maxime ihres Handelns. Die wirtschaftsliberale Komponente findet Ausdruck in der Forderung nach konsequenter Privatisierung staatlicher Unternehmen, Exportorientierung und Deregulierungen sowie einer Kritik an der Unterstützung westlich orientierten Großkapitals aus öffentlichen Mitteln.
MÜSIAD bezeichnet sich als politisch unabhängig, gilt jedoch mindestens als Sympathisantin, wenn nicht gar als wirtschaftliche Vorfeldorganisation der langjährigen türkischen Regierungspartei Partei für Gerechtigkeit und Entwicklung (Adalet ve Kalkınma Partisi, AKP), die sie offen unterstützt. Nachdem die bis dato allein regierende Gerechtigkeits- und Entwicklungspartei bei der Parlamentswahl in der Türkei Juni 2015 die angestrebte absolute Mehrheit verfehlte und zur Regierungsbildung auf einen Koalitionspartner angewiesen war, bekundete der MÜSIAD-Vorsitzende Nail Olpak öffentlich, dass eine Koalition aus AKP und der rechtsextremen Partei der Nationalistischen Bewegung (Milliyetçi Hareket Partisi, MHP) aus Sicht des Verbandes präferiert würde. Zweite Wahl wäre aus MÜSIAD-Sicht eine Koalition aus AKP und der kemalistischen Republikanischen Volkspartei (CHP), und die letzte Wahl eine Koalition aus AKP und pro-kurdischer Demokratischer Partei der Völker (HDP). Ein Regierungsszenario ohne AKP-Beteiligung stand für MÜSIAD, gleichwohl rechnerisch durchaus möglich, somit nicht zur Debatte.

### Radikaler Islamismus in den Anfangsjahren
Der Gründungsvorsitzende Erol Mehmet Yarar wurde in der Türkei 1999 wegen verfassungsfeindlicher Bestrebungen angeklagt. Vor einem Staatssicherheitsgericht wurde für ihn die Todesstrafe gefordert, da er sich öffentlich mehrfach für die Wiedereinführung des Kalifats und die Abschaffung der türkischen Republik ausgesprochen hatte. Das von ihm geforderte Kalifat sollte „die gesamte Welt steuern“. Noch im selben Jahr übergab Yarar die Führung des MÜSIAD nach neun Jahren an dessen Spitze an Ali Bayramoglu. Der als langjähriger Weggefährte vieler AKP-Größen geltende frühere Islamist Yarar ist seit 2014 Präsident des türkischen Skiverbandes.

### Latent antisemitische Tendenzen
Funktionäre des MÜSIAD haben sich in Vergangenheit und Gegenwart wiederholt antisemitisch, volksverhetzend und rassistisch geäußert. Der Vorsitzende der außerhalb der Türkei als „Young MÜSIAD“ in Erscheinung tretenden Jugendorganisation „Genç MÜSIAD“ in Düzce, Serkan Verep, äußerte sich laut einem Zeitungsbericht vom November 2014 wie folgt:

„Denn Grausamkeit ist der Existenzgrund Israels. Wo auch immer in dieser Region eine Bombe explodiert, ein Mensch bei einer Terrorattacke sein Leben verliert oder unterschiedliche religiöse Strömungen sich streiten, steckt immer, aber wirklich immer Israel dahinter. Hinter allem, was Böse ist, steckt stets Israel.“

Der Vorsitzende des MÜSIAD in Niğde, Hüsamettin Gümüstepe, äußerte sich laut einem Zeitungsbericht vom Juli 2014 wie folgt:

„Die zionistischen Juden, die Enkel Kains, sind seit Anbeginn der Menschheit leider dafür verantwortlich, dass die Menschheit Blut spuckt und werden dies auch bis zum Jüngsten Tag sein. In unserem heiligen Buch, dem Koran, sind die Juden als verdammtes Volk von Prophetenmördern beschrieben. In einem von Buchari überlieferten Hadith berichtet unser Prophet davon, dass sich die Juden hinter Steinen und Bäumen verstecken werden, aber bis auf den Gargat-Baum werden alle Steine und Bäume rufen: ‚O Muslim, o Diener Allahs, ein Jude ist hinter mir, komm und töte ihn!‘.“

Nach Einschätzung der Bundeszentrale für politische Bildung handelt es sich bei der Bezugnahme auf den Gargat-Baum, der sich auch in Artikel 7 der Hamas-Charta findet, um einen direkten Aufruf zur Gewaltanwendung gegen Juden und einen Beleg für Antisemitismus im islamistischen Diskurs. Die oben zitierten Personen haben sich dabei nicht als Privatpersonen, sondern als Funktionäre und im Namen des MÜSIAD bzw. ihrer Jugendorganisation geäußert. Weder der MÜSIAD als Körperschaft, noch einzelne Funktionäre sahen bislang Veranlassung, sich von solchen Aussagen zu distanzieren. Einlassungen dieser Art zogen zudem keinerlei disziplinarische und/oder strafrechtliche Konsequenzen nach sich, weswegen nicht auszuschließen ist, dass sie der ideologischen Linie der Organisation entsprechen.
Der ehemalige Vorsitzende des MÜSIAD in Bandırma, Ihsan Turgut, behauptete laut einem Zeitungsbericht vom Mai 2015, dass die Vogelgrippe das Werk Israels bzw. „der Juden“ sei:

„Ich glaube, dass Israel und England ihre Finger im Spiel haben. Denn in diesen Zeiten, in denen sich die Menschen vermehrt organischen Produkten, organischer Landwirtschaft und Geflügel aus regionaler Haltung zuwenden, werden in der ganzen Region Quarantänen errichtet und tausende Geflügeltiere auf Grund eines Virus vernichtet, von dem ich glaube, dass Israel und England ihn uns geschickt haben. Das ist eine jüdische Machenschaft.“

In vielen deutschen Städten und Gemeinden konnte sich der MÜSIAD positionieren und wird von zahlreichen deutschen Hochschulen, IHKen, Wirtschaftsverbänden, kommunalen Wirtschaftsförderern, bis hin zu Landes- und Bundesministerien als unabhängiger und ehrlicher Beziehungsmakler in die deutsch-türkische Wirtschaftscommunity sowie die türkische Wirtschaft wahrgenommen und aktiv unterstützt. Inwiefern der, zumindest in der Türkei, offen zur Schau gestellte Antisemitismus von MÜSIAD-Vertretern den deutschen Gesprächspartnern bekannt war und ist, kann nicht beurteilt werden.

### Verhältnis zu türkischen Staatsbürgern nicht-muslimischen Glaubens
Die deutschen Ableger des MÜSIAD betonen regelmäßig die Wichtigkeit pluralistischer Prinzipien in Deutschland, die sie insbesondere für sich selbst als zivilgesellschaftliche Akteure in der BRD voraussetzen und in Anspruch nehmen. Bezüglich der eigenen Mitgliederstruktur und somit der Gestaltungsmöglichkeiten nicht-muslimischer Akteure innerhalb des MÜSIAD scheint dieses Prinzip jedoch keine Geltung zu haben. Der ehemalige MÜSIAD-Vorsitzende Ömer Bolat, der von 2004 bis 2008 den Vorsitz innehatte, war im August 2007 Gast der Fernsehsendung „MakroMikro“ des türkischen Senders Habertürk TV. In dieser Sendung sagte er, dass der MÜSIAD keine Mitglieder christlich-orthodoxen oder jüdischen Glaubens aufnehme, denn für nicht-muslimische Geschäftsleute gebe es „geeignetere, andere Zusammenschlüsse“. Mit dieser Bemerkung „geeigneterer“ Vereinigungen verwies Bolat implizit auf den Industriellenverband TÜSİAD, der von Anhängern der AKP und seitens der von der AKP gesteuerten Medien oft als latent landesverräterische, zionistisch-kapitalistische Vereinigung beschrieben wird. Somit wurde einerseits das Klischee des unzuverlässigen und verräterischen Nicht-Muslim bedient, andererseits aber auch eine öffentliche Demontage des politisch häufig in Opposition zur Partei für Gerechtigkeit und Entwicklung (AKP) sowie zu seinem eigenen Verband stehenden TÜSIAD angestrebt. Ömer Bolat war bis zum Parteitag der AKP am 12. September 2015 Mitglied des höchsten Exekutivorgans der langjährigen türkischen Regierungspartei AKP, dem MKYK.

### Verschwörungstheorien
Im Zuge der landesweiten Proteste in der Türkei 2013, die sich an den Gezi-Ereignissen entzündeten, lasen sich die im deutschsprachigen Raum verbreiteten Stellungnahmen des MÜSIAD ausgewogen, das Versammlungsrecht bejahend und zur friedlichen Meinungsbekundung aufrufend. In der Türkei jedoch reihte sich der MÜSIAD in die Lesart der regierenden AKP ein und deutete die Bürgerproteste als Verschwörungen gegen die Türkei und somit gegen die mit absoluter Parlamentsmehrheit regierende Gerechtigkeits- und Entwicklungspartei, die „von außen“ bzw. von „oben“ gesteuert seien. Der ehemalige MÜSIAD-Vorsitzende Ömer Bolat sprach von drei Lobbys, die den wirtschaftlichen Aufstieg der Türkei durch das Schüren der Gezi-Proteste behindern wollten: diese seien die Zinslobby (ein in islamischen Ländern weit verbreitetes antisemitisches Klischee), die Alkohollobby und die Werbelobby. Die im Westen sowie in den die Türkei umgebenden Ländern vorherrschende Eifersucht auf die Türkei hätten sich vereint, und so hätten „jene“ den Startschuss für die Proteste gegeben. Auch der gegenwärtige MÜSIAD-Vorsitzende Nail Opak bemühte antisemitische Vorurteile und warnte davor, dass „die Zinslobby“ sich an chaotischen Zuständen in der Türkei bereichern wolle. Bezogen auf die Proteste in der Türkei 2013 sagte Olpak, dass es zu einem bestimmten Zeitpunkt nicht mehr um legitimen Protest, sondern um die Beleidigung des damaligen Ministerpräsidenten Recep Tayyip Erdoğan gegangen sei, und dass der MÜSIAD eine solche „Zurschaustellung von Terror“ nicht dulden könne.
Ein Jahr nachdem der Korruptionsskandal in der Türkei 2013 öffentlich bekannt wurde, in den u. a. vier AKP-Regierungsmitglieder direkt verwickelt waren, fand in der MÜSIAD-Landeszentrale in Istanbul am 17. Dezember 2014 ein Symposium der UTESAV-Stiftung statt, dem zahlreiche MÜSIAD-Funktionäre und -Mitglieder beiwohnten. Der Titel der Veranstaltung lautete „Das türkische Rechtssystem und der Putschversuch vom 17. Dezember“. Der Korruptionsskandal wurde entsprechend der Auslegung der AKP als Umsturz- und Putschversuch gedeutet. Treibende Kraft hinter diesem „versuchten Staatsstreich“, sowie u. a. auch hinter den Gezi-Protesten, sei eine „höhere Macht“ („üst akıl“). Es gehört zum Standardrepertoire türkischer Verschwörungstheoretiker, die Türkei als von finsteren und islamfeindlichen Mächten umzingelt darzustellen, die unschwer als Israel, die USA und das wahlweise von Deutschland, Großbritannien oder Frankreich dominierte Europa ausgemacht werden können. Diese „Mächte“ werden auch von MÜSIAD-Vertretern als treibende Kräfte hinter Umsturz- und Sabotageversuchen proklamiert, jedoch nur selten konkret benannt.
Auch die Ableger des MÜSIAD in Deutschland stellen, entgegen dem in der deutschen Öffentlichkeit vermittelten Bild einer sich der Partnerschaftlichkeit und Integration verschriebenen Organisation, ihre Strukturen für die Verbreitung dieser konfrontativen Verschwörungstheorien in der deutsch-türkischen Community zur Verfügung. So hat laut einem Medienbericht vom 19. Januar 2014 der AKP-Parlamentsabgeordnete der Provinz Ağrı, Ekrem Celebi, auf Einladung des MÜSIAD Hannover, dessen Vorsitzender Naci Aydin sich im Anschluss für die Ausführungen bedankte, die Ereignisse in der Türkei ebenfalls als Putschversuch ausländischer Mächte dargestellt:

“İhracatımız gelişti. Kendi helikopterimizi yaptık. AB ülke ekonomileri %0,1 oranlarında büyürken, güzel ülkemiz %5′lerin üzerinde büyüdü. Bu rakamlar tabii ki dış güçleri rahatsız etti. Bundan dolayı ülkemizde son dönemde bir dost [Schreibfehler im Original] modern darbe gerçekleştirilmek isteniyor.”

„Unser Export hat sich entwickelt. Wir haben unseren eigenen Hubschrauber hergestellt. Während die Wirtschaften der Europäischen Union um 0,1 % gewachsen sind, ist jene unseres schönen Landes um über 5 % gewachsen. Diese Zahlen haben die ausländischen Mächte natürlich gestört. Daher versucht man in letzter Zeit, in unserem Land einen postmodernen Putsch durchführen zu lassen.“

### Verhältnis zu islamistischen Gruppierungen
Laut einem Medienbericht vom Dezember 2014 wurde Mehmet Yavuz, der Generalsekretär und Sprecher der kurdisch-islamistischen „Partei der Gerechten Sache“ (Hür Dava Partisi, kurz HÜDA PAR), als Redner einer vom MÜSIAD in Mardin veranstalteten Konferenz geladen. Die HÜDA PAR gilt als politischer Arm der verbotenen kurdischen sunnitisch-islamistischen Terrororganisation Hizbullah, die nicht mit der libanesischen Hisbollah oder der iranischen Hezbollah zu verwechseln ist. Im Rahmen seiner Rede betonte Yavuz, dass die Hizbullah in der Türkei eine „nicht zu leugnende Realität sei“, und dass es empfehlenswert und sehr einfach sei, mit dieser in Kontakt zu treten, um sich ein eigenes Bild von der Hizbullah zu machen.
Im September 2014 stattete eine MÜSIAD-Delegation in Diyarbakır der HÜDA PAR laut einem Medienbericht einen „Höflichkeitsbesuch“ ab. Auf diesen Höflichkeitsbesuch erfolgte laut einem weiteren Medienberichte im Dezember 2014 ein Gegenbesuch der HÜDA PAR in den Räumlichkeiten des MÜSIAD in Diyarbakir, im Rahmen dessen „gemeinsame Erörterungen“ stattfanden.

### Haltung zu Fragen der Homo-, Trans- und Intersexualität
Als Unterstützer der im Jahr 2013 von der AKP initiierten „Plattform des nationalen Willens“ macht sich der MÜSIAD folgende Aussagen zur Homo-, Trans- und Intersexualität in der Türkei zu eigen:

“Ahlakımız bizim değerimizdir. Eşcinsel sapkınlığı meşru bir eylemmiş gibi toplumun önüne koyanları millet affetmez. Özgürlük adına günahın alenîleşmesini meşrulaştırmak bu milletin değerlerine yapılan bir suikasttır. Bu girişim Milletin İradesiyle yine başarısız olacaktır.”

„Unsere Ehre ist uns wertvoll. Jenen, die die homosexuelle Ketzerei dem Volk als legitime Handlungen präsentieren, wird die Nation nicht vergeben. Das Legitimieren der Verbreitung von Sünde im Namen der Freiheit ist ein Attentat auf die nationalen Werte. Diese Bestrebungen werden mittels des nationalen Willens erneut erfolglos bleiben.“

Den oben zitierten Passus qualifiziert das Aktivistenbündnis „LGBTI News Turkey“ als „Hate Speech“.
Jedoch sieht MÜSIAD Berlin Diversity als Bereicherung einer pluralistischen Gesellschaft und hat im Rahmen des Partnerschaftlichen Verhaltens ein Verhaltenskodex bezüglich der Andersartigkeit, in dem „Belästigungen, Benachteiligungen und Mobbing aufgrund von
- Herkunft/Ethnizität/Nationalität/Hautfarbe
  - z. B. Antiziganismus/Antinegrismus/Antislawismus
- Geschlecht
  - z. B. Antifeminismus/Antiqueerismus/Homophobie
- Alter
  - z. B. jüngere/ältere Menschen
- Religion
  - z. B. Antisemitismus/Antimuslimischer Rassismus/Atheisten/Buddhisten
- Körperliche Beeinträchtigung
  - z. B. Menschen mit körperlichen Einschränkungen/Ältere Menschen mit Hörschwäche
- sozioökonomischen Status
  - z. B. Menschen in finanziellen Herausforderungen/Reinigungskräfte/Produktionsmitarbeiter“[36]

als rassistisch Handlungen dokumentiert werden. Diese Handlungen bringen Maßnahmen mit sich und können bis hin zum Vereinsausschuss führen. Detaillierte Informationen sind auf der Webseite des Berliner Ablegers zu entnehmen.

## Außenpolitische Ansichten

### Neoosmanismus
Während des Libanonkriegs 2006 sprach sich der MÜSIAD-Vorstand laut diversen Medienberichten in einer öffentlichen Erklärung, und in ideologischer Übereinstimmung mit dem von der AKP geförderten Neoosmanismus, für eine militärische Präsenz türkischer Streitkräfte im Nahen und Mittleren Osten aus. Begründet wurde dies durch das historische Erbe der heutigen Türkei. Einer durch UN-Beschluss legitimierten Stationierung türkischer Truppen im Libanon wurde demzufolge Priorität eingeräumt, eine Stationierung von UN-Blauhelmen an der israelisch-syrischen Grenze wurde hingegen abgelehnt. Die Hisbollah wurde als legitimer Teil der libanesischen Regierung und des libanesischen Widerstands bezeichnet. Eine Demilitarisierung der Hisbollah lehnte der MÜSIAD ab, da dies ein Teil der israelischen Strategie sei, um den libanesischen Widerstand zu brechen. Die UN-Friedenstruppen wurden aufgefordert, Israel militärisch anzugreifen, sollte Israel trotz der Präsenz von Blauhelmen weiterhin den Libanon bombardieren.

### Jerusalem-Frage
Der damalige MÜSIAD-Präsident Ömer Bolat nahm laut Medienberichten 2007 als geladener Gast an einer als „Internationales Jerusalem-Treffen“ bezeichneten Konferenz in Istanbul teil. Weitere geladene Gäste waren demzufolge u. a. Vertreter von Hamas und Hisbollah, der Berater des damaligen Ministerpräsidenten Recep Tayyip Erdogan Nabi Avcı, der Sprecher der palästinensischen „Jerusalem-Bewegung“ Raed Salah, der ehemalige libanesische Regierungschef Selim al-Hoss, der ehemalige ägyptische Ministerpräsident Aziz Sidqi, der als Gründer der libanesischen Hisbollah geltende Generalsekretär der iranischen „Jerusalem-Konferenz“ Ali Akbar Mohtaschami, sowie der Großmufti von Jerusalem und Palästina Muhammad Ahmad Hussein. Im Rahmen der mit Koranrezitationen eröffneten und anscheinend tumultartig verlaufenen Konferenz sagte der ehemalige ägyptische Premier Sidqi, dass man mit einer solchen Konferenz nichts erreichen werde. Das, was einem mit Gewalt und Kraft entrissen worden sei, lasse sich nur mit Gewalt und Kraft zurückgewinnen.
Der MÜSIAD unterstützt, neben einer Vielzahl weiterer Organisationen, die von der AKP im Jahr 2013 initiierte „Plattform des nationalen Willens“, in deren öffentlicher Erklärung folgende Passage zu finden ist:

„Unsere erste Qibla Jerusalem ist das Vermächtnis von ʿUmar ibn al-Chattāb und Saladin an uns. Wir werden damit fortfahren, unser Vermächtnis zu schützen, uns der zionistischen und entfremdeten Propagandasprache von Jerusalem als jüdischer Stadt zu widersetzen, und eine entschiedene Haltung gegenüber jenen einzunehmen, die unsere Qibla Kaaba verspotten.“

Diverse Regionalverbände der Jugendorganisation „Genç MÜSİAD“ bzw. „Young MÜSIAD“ bringen öffentlich zur Sprache, dass ein Frieden in der Region erst dann möglich sei, wenn Israel aus den unrechtmäßig besetzten Gebieten, was nach Ansicht besagter Jugendorganisation Jerusalem mit einschließt, „vertrieben“ worden sei.

## Konkurrierende Verbände
Namhafte Konkurrenten des MÜSIAD sind, neben TÜSİAD, der mittelständisch geprägte Verband TUSKON, der aufgrund seiner Nähe zur politisch in Ungnade gefallenen Gülen-Bewegung jedoch massiv an Einfluss und gesellschaftlichen Gestaltungsmöglichkeiten verliert, sowie der analog zum MÜSIAD ebenfalls stramm AKP-treue Verband TÜMSIAD, dessen Mitglieder jedoch zumeist aus dem Umfeld der politisch einflussreichen Menzil-Bewegung stammen, einem türkischen Zweig der Naqschbandīya-Bewegung.

## Internationale Standorte
Neben den türkischen Standorten hat MÜSİAD einige Büros oder Standorte im Ausland, unter anderem auch in Deutschland den 1994 gegründeten MÜSİAD Berlin.
- Vereinigte Staaten von Amerika
  - MÜSİAD Washington, D.C.
- China
  - MÜSİAD Hong Kong
- Türkische Republik Nordzypern
  - MÜSİAD Nikosia
- Vereinigtes Königreich
  - MÜSİAD London
- Frankreich
  - MÜSİAD Alencon
- Dänemark
  - MÜSİAD Kopenhagen
- Holland
  - MÜSİAD Den Haag
- Österreich
  - MÜSİAD Wien
- Schweiz
  - MÜSİAD Zürich
- Deutschland
  - MÜSİAD Berlin (Zentrale)
  - MÜSİAD Dortmund
  - MÜSİAD Hannover
  - MÜSİAD Hessen (Frankfurt)
  - MÜSIAD Karlsruhe / Ettlingen
  - MÜSİAD Köln
  - MÜSİAD Mannheim
  - MÜSİAD München
  - MÜSİAD Nürnberg
  - MÜSİAD Stuttgart

## Deutsche MÜSİAD-Zentrale in Berlin
Der unabhängige Verein MÜSİAD Berlin wurde 1994 gegründet und im Mai 2017 bezüglich einer Umstrukturierung aufgrund von vereinspolitischen Anpassungen wieder ins Leben gerufen. Der interkulturell ausgerichtete Verein hat seit 2017 insgesamt 120 Mitglieder.